# Wacker (Familienname)
Wacker ist ein deutscher Familienname.

## Namensträger
- Ali Wacker, siehe Alois Wacker
- Alexander Wacker (1846–1922), Unternehmer, Gründer der Wacker AG
- Alois Wacker (* 1942), deutscher Psychologe und Hochschullehrer
- Arno Wacker (* um 1975), deutscher Hochschullehrer und Kryptologe
- August Wacker (1902–1963), deutscher Politiker (CDU)
- Bernd Wacker (* 1951), deutscher katholischer Theologe
- Christian Wacker (* 1966), deutscher Klassischer Archäologe und Sporthistoriker
- Elisabeth Wacker (* 1954), deutsche Soziologin und Hochschullehrerin
- Emil Wacker (1839–1913), deutscher evangelischer Theologe
- Erich Wacker (* 1933), deutscher Fußballspieler
- Erro Wacker (* um 1925), deutscher Schauspieler und Sprecher
- Eugen Wacker (Architekt) (1885–nach 1929), deutscher Architekt
- Eugen Wacker (* 1974), kirgisischer Radrennfahrer
- Ferdinand Wacker (1831–1895), deutscher Gutsbesitzer und Politiker
- Florian Wacker (* 1980), deutscher Schriftsteller
- Fred Wacker (1918–1998), US-amerikanischer Autorennfahrer
- Friedrich Wacker (1901–1979), deutscher Grünlandsoziologe
- Georg Wacker (* 1962), deutscher Politiker (CDU)
- Hans Wacker (1868–1958), deutscher Maler
- Hans-Dieter Wacker (1958–1993), deutscher Fußballspieler
- Heike Wacker, deutsche Handballspielerin
- Heinrich Wacker (1887–1970), deutscher Politiker
- Ingrid Wacker (vor 1932–2009), deutsche Filmeditorin
- Jan Wacker, deutscher Psychologe
- Jeannine Michèle Wacker (* 1989), Schweizer Schauspielerin
- Jörg Wacker (Historiker) (* 1960), deutscher Gartenhistoriker
- Jörg Wacker (* 1967), deutscher Manager und Sportfunktionär
- Johann Wacker (1868–1934), deutscher Pflanzenbauwissenschaftler
- Johann Friedrich Wacker (1730–1795), deutscher Antikeninspektor, Numismatiker und Sammler
- Jürgen Wacker (* 1955), deutscher Gynäkologe und Hochschullehrer
- Karl Wacker (1837–1908), deutscher Chemiker
- Karl-Heinz Wacker (* 1918), deutscher Rechtsanwalt und Wirtschaftsberater, Geschäftsführer der Wacker-Chemie GmbH
- Karoline Wacker (* 1991), deutsche Fußballschiedsrichterin
- Manfred Wacker (Architekt) (1922–2010), deutscher Architekt
- Manfred Wacker (* 1932), deutscher Fußballspieler
- Martin Wacker (* 1968), deutscher Kabarettist, Schauspieler, Journalist, Autor, Moderator und Eventmanager
- Marie-Theres Wacker (* 1952), deutsche römisch-katholische Theologin
- Nelly Wacker (1919–2006), russlanddeutsche Schriftstellerin
- Oskar Wacker (1898–1972), deutscher Politiker (Zentrum, CDU), MdB
- Otto Wacker (Kunsthändler) (1898–1970), deutscher Kunsthändler und Fälscher
- Otto Wacker (Politiker) (1899–1940), deutscher Politiker (NSDAP)
- Peter-Alexander Wacker (* 1951), deutscher Manager
- Petrus Wacker (1868–1952), Abt der Abtei Oelenberg
- Roland Wacker (* 1955), deutscher Jurist und ehemaliger Richter am Bundesfinanzhof
- Rudolf Wacker (1893–1939), österreichischer Maler
- Theodor Wacker (1845–1921), deutscher katholischer Geistlicher und Politiker
- Tim Wacker (* 1980), deutscher Volleyball- und Beachvolleyballspieler
- Torsten Wacker (* 1962), deutscher Regisseur
- Wilhelm Hermann Wacker (1931–2013), deutscher Wirtschaftswissenschaftler